# Atlas V

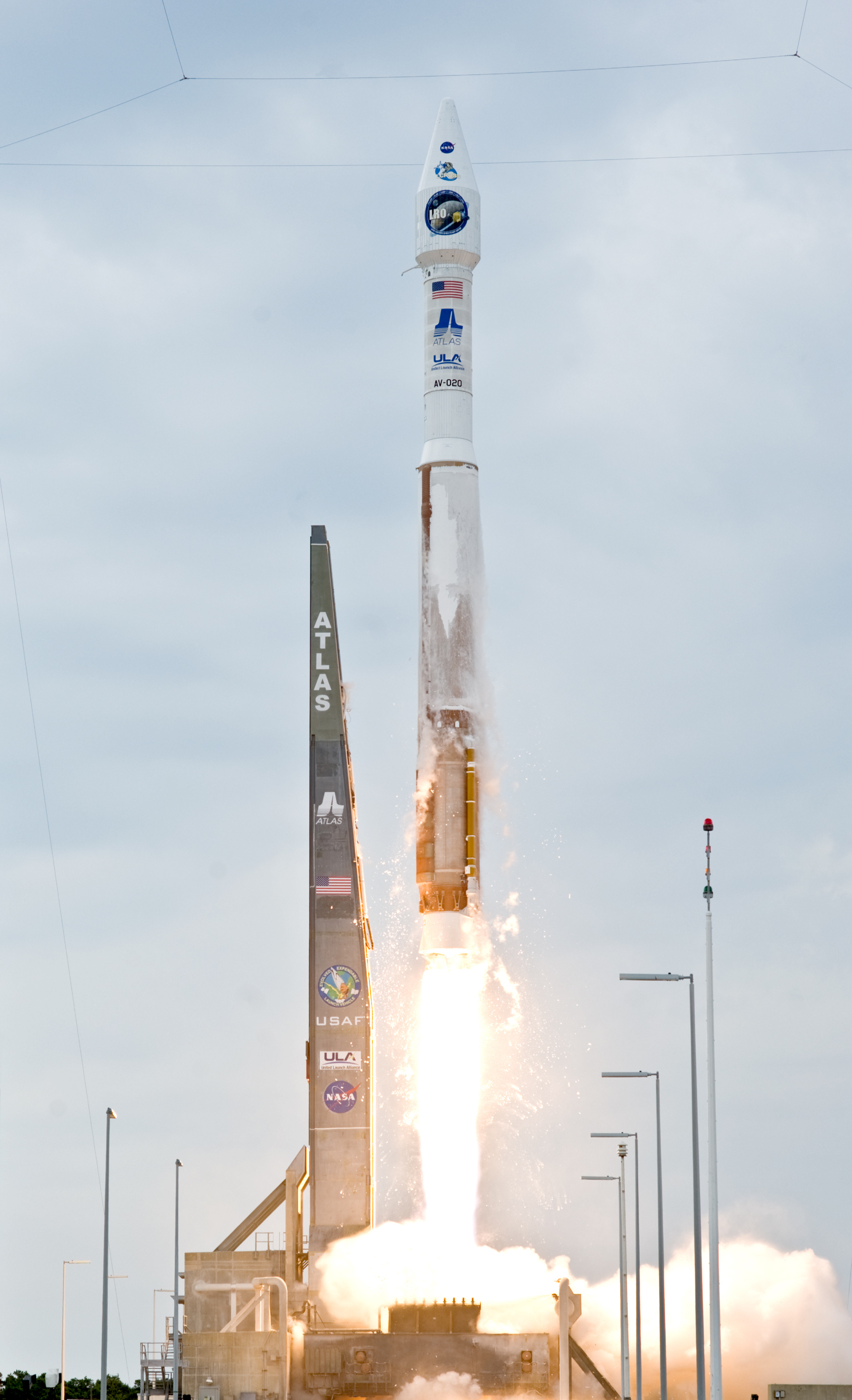
O lançamento de um foguete Atlas V 401 levando os satélites: LRO e LCROSS.

O Atlas V é um veículo de lançamento descartável, ainda em atividade da família de foguetes Atlas. 
Ele foi operado primeiramente pela Lockheed Martin, e atualmente é operado pela joint venture Lockheed Martin-Boeing, a United Launch Alliance (ULA). 
Cada foguete Atlas V usa um motor RD-180 (movido a RP-1 e LOX), como primeiro estágio e um motor 
RL10 (movido a LH2 e LOX), no segundo estágio, um Centaur. 
Os motores RD-180 são fornecidos pela RD AMROSS e os motores RL10 pela Pratt & Whitney Rocketdyne. 
Algumas configurações também usem foguetes reforçadores ("booster") feitos pela Aerojet. O segmento de carga, que pode ter 4 ou 5 metros 
de diâmetro e três comprimentos diferentes, são feitos pela Oerlikon Contraves. O foguete é montado em Decatur, Alabama; Harlingen, 
Texas; San Diego, Califórnia; e na matriz da ULA próximo a Denver, Colorado.
Em seus 16 lançamentos, desde o primeiro em agosto de 2002 até junho de 2009, o Atlas V tem uma taxa de sucesso quase-perfeita. 
Numa missão, a NRO L-30 em 15 de junho de 2007, uma anomalia no estágio superior Centaur desligou o motor antes da hora, 
deixando a carga útil, um par de satélites de vigilância oceânica, numa órbita inferior à pretendida.
Entretanto, o cliente, o National Reconnaissance Office, categorizou a missão como um sucesso.